# ホロホロチョウ科
ホロホロチョウ科（ホロホロチョウか、Numididae）は、鳥綱キジ目に属する科。模式属はホロホロチョウ属。

## 分布
アフリカ大陸

## 形態
最大種はフサホロホロチョウで全長56cm。種によっては頭部の羽毛が伸長（冠羽）する。
頭部には羽毛がなく皮膚が露出し、種によっては鶏冠がある。

## 分類
フサホロホロチョウ属　Acryllium
- Acryllium vulturinum　フサホロホロチョウ　Vulturine guineafowl

　Agelastes属
- Agelastes meleagrides　ムナジロホロホロチョウ　White-breasted guineafowl
- Agelastes niger　クロホロホロチョウ　Black guineafowl

　Guttera属
- Guttera plumifera　コカンムリホロホロチョウ　Plumed guineafowl
- Guttera pucherani　カンムリホロホロチョウ　Crested guineafowl

ホロホロチョウ属
- Numida meleagris　ホロホロチョウ　Helmeted guineafowl

## 生態
草原、森林、砂漠などに生息する。地表棲。昼行性で、夜間は樹上で眠る。群れを形成して生活し、ホロホロチョウでは2,000羽以上もの大規模な群れを形成することもある。危険を感じると警戒音をあげたり走って逃げるが、短距離であれば飛翔することもできる。
食性は雑食で、昆虫、節足動物、甲殻類、果実、種子などを食べる。
繁殖形態は卵生。繁殖期になるとオスは縄張りを形成し、群れは離散する。地面を掘り落ち葉や草などを敷いた巣を作り、1回に4-12個の卵を産む。

## 人間との関係
食用とされることもあり、ホロホロチョウは生息地以外でも家禽として飼育されることもある。本科の構成種の総称であるguineafowl、guineahenは前者が「ギニアのニワトリ」、後者がメスを指し「ギニアのめん鳥」の意で、家禽の原種であるホロホロチョウがアフリカ西部（ギニア湾）産であることに由来する。
開発による生息地の破壊、狩猟などにより生息数が減少している種もいる。

## 画像

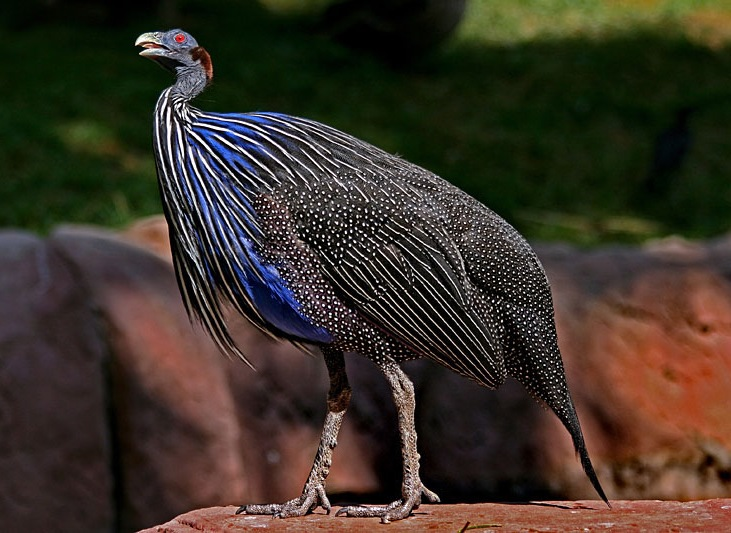
フサホロホロチョウ Ac. vulturinum
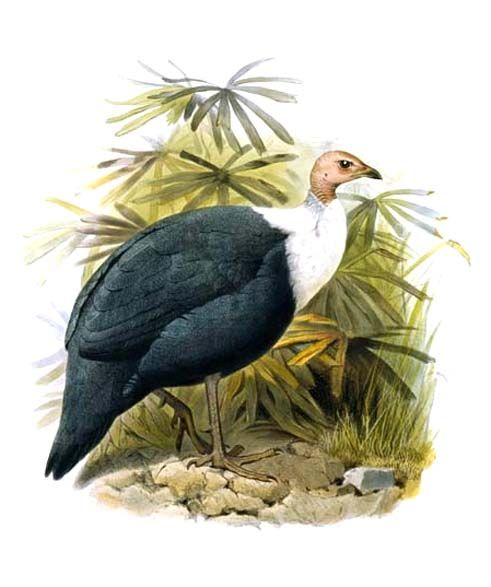
ムナジロホロホロチョウ Ag. meleagrides
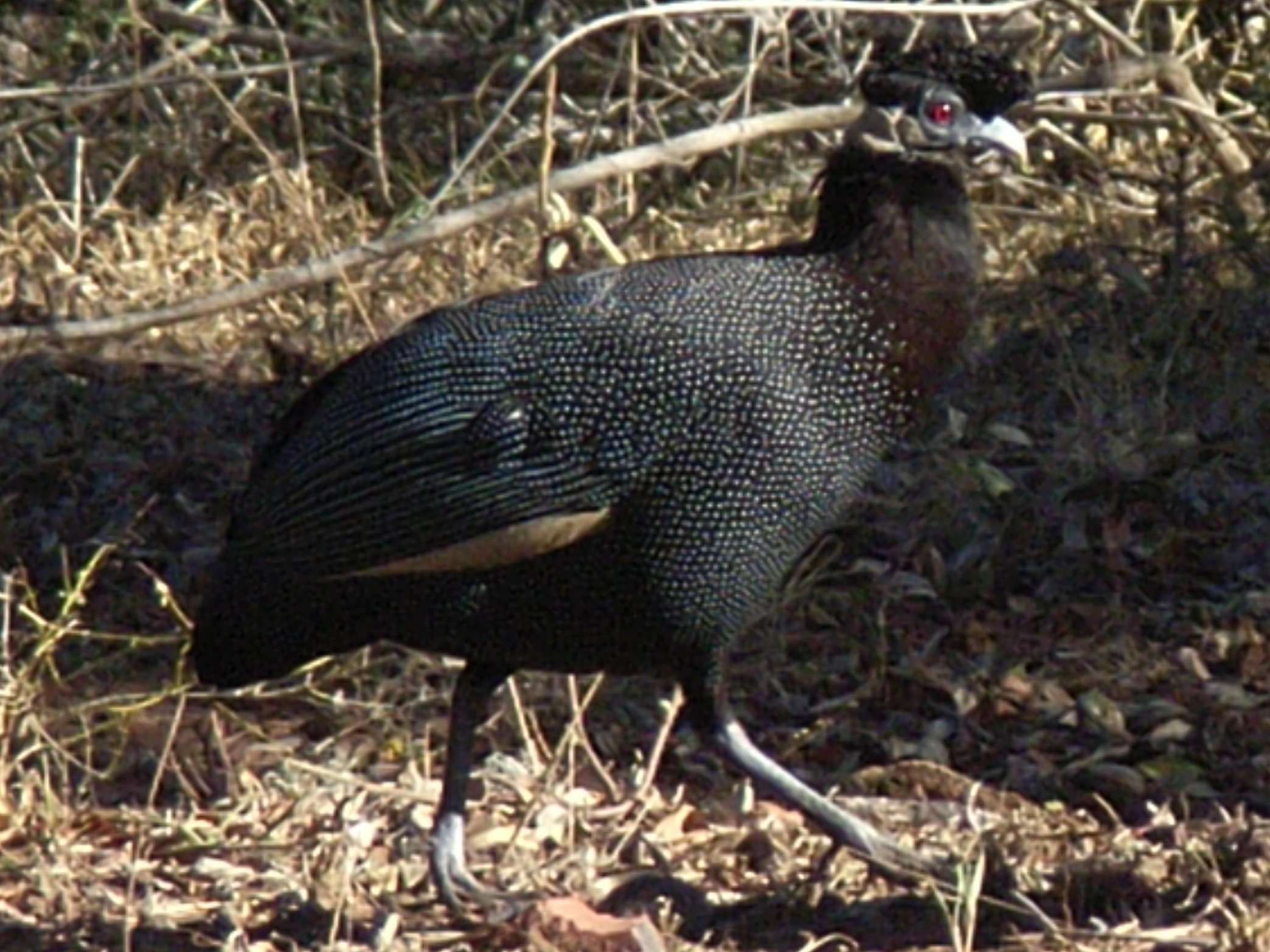
カンムリホロホロチョウ G. pucherani